# سندباد (فلم 1992)
سندباد (بالإنجليزية: Sinbad) هو فيلم رسوم متحركة من عام 1992 صدر في الأصل في 18 مايو عام 1992 على أساس الرواية الكلاسيكية ألف ليلة وليلة حكاية السندباد البحري. مثل سائر أفلام جولدن فيلمز الأخرى، يحتوي الفيلم على أغنية واحدة، "شجاع كرجل يمكن أن يكون"، تأليف وألحان ريتشارد هورويتز وجون أرياس. تتضمن الحبكة سندباد البحري ورفيقه حبيب يذهبان إلى جزيرة غامضة حيث يجبر سندباد على الزواج من ابنة الملك، والمخاطر التي يتعرضون لها أثناء محاولتهم إيجاد طريقهم إلى المنزل. 
تم إنتاج سندباد من قبل شركة جولدن فيلمز والمؤسسة الأمريكية للأستثمار السينمائي، وتم توزيعه على دي في دي في عام 2003 من قبل جوودتايمز للترفيه، وتعبئته مع "الفرسان الثلاثة" (1992) و "كونت مونتي كريستو" (1997).

## قصة
يجد السندباد الشجاع وخادمه المخلص حبيب أنفسهم على متن سفينة القبطان عزيز، برحلة كان قد أنفق فيها سندباد كل ثروة والده. يكتشف أفراد الطاقم جزيرة مجهولة، ويشجع السندباد الكابتن على الاقتراب منها، على أمل أن تحمل ثروات لا حصر لها. يأخذ السندباد، حبيب وبحاران آخران بزورق تجديف إلى الجزيرة، التي لها مظهر غريب: فهي مسطحة وعارية، بلا عشب أو أشجار أو رمال. تهتز الجزيرة بعنف، ويعود البحّارين إلى سفينة القبطان عزيز تاركين السندباد وحبيب خلفهما. الجزيرة تكشف نفسها لتكون زعنفة من وحش البحر العملاق، الذي يسبح بعيدا. تغادر سفينة القبطان عزيز، تاركين السندباد وحبيب محاصرين في وسط المحيط.
في الصباح، يجد السندباد وخادمه بأنهم نقلوا إلى جزيرة غريبة. ووجدوا الماء والغذاء والخيول، مما يعني أنه يجب بأن يكون هناك أشخاص في الجزيرة. وجد سندباد وحبيب رجلين يرتديان ملابس أجنبية، وهما أبناء الملك جمال في جزيرة صلابات. يستقبل هؤلاء الرجال سندباد وحبيب ويقودونهما إلى قصر أبيهم. يرحب الملك جمال بالسندباد وحبيب إلى قصره، وتسحره قصص حكايات السندباد العديدة، ويطلب من السندباد الزواج من ابنته نفيهة. يقبل السندباد، ولكنه كان غير راغب.
في تلك الليلة يكشف السندباد لحبيب بأنه لا يريد الزواج من ابنة الملك، وسيغادر الجزيرة من أجل تجنب الوفاء بوعده. وقد وصلت سفينة القبطان عزيز إلى الجزيرة، ويقترب السندباد من القبطان، الذي يسعد برؤيته ويوافق على مساعدته على الفرار. يتسلل حبيب والسندباد من القلعة للأختباء في الصناديق التي سيتم تسليمها إلى القبطان عزيز كعرض مفترض من الملك جمال. خدعتهم كانت ناجحة، لكن بعد مغادرة القبطان عزيز الجزيرة، هاجمتهم سفن الملك جمال. يأسر الملك جمال كل من السندباد وحبيب ويتركهما في جزيرة نائية كعقاب لهما.

## وصلات خارجية
- مقالات تستعمل روابط فنية بلا صلة مع ويكي بيانات